# Melrose (Massachusetts)
Melrose é uma cidade localizada no condado de Middlesex no estado estadounidense de Massachusetts. No Censo de 2010 tinha uma população de 26.983 habitantes e uma densidade populacional de 2.186,86 pessoas por km².

## Geografia
Melrose encontra-se localizada nas coordenadas 42° 27′ 21″ N, 71° 03′ 33″ O. Segundo a Departamento do Censo dos Estados Unidos, Melrose tem uma superfície total de 12.34 km², da qual 12.12 km² correspondem a terra firme e (1.78%) 0.22 km² é água.

## Demografia
Segundo o censo de 2010, tinha 26.983 pessoas residindo em Melrose. A densidade populacional era de 2.186,86 hab./km². Dos 26.983 habitantes, Melrose estava composto pelo 91.15% brancos, o 2.43% eram afroamericanos, o 0.08% eram amerindios, o 3.79% eram asiáticos, o 0.02% eram insulares do Pacífico, o 0.87% eram de outras raças e o 1.66% pertenciam a dois ou mais raças. Do total da população o 2.46% eram hispanos ou latinos de qualquer raça.